# Christliche Konfessionen in Kerala

Im Innern der Kirche der Nestorianischen Chaldean Syrian Church of the East in Trichur, Kerala

In Indien gibt es eine große Anzahl christlicher Kirchen – sowohl einheimische als auch „Ableger“ westlicher und östlicher Kirchen. Diese Vielfachheit erklärt sich zum einen aus der Zeit der Gründung einheimischer Kirchen, die häufig auf den Apostel Thomas (Thomaschristen) zurückgeführt wird, zum anderen aus dem Einfluss westlicher Kirchen, besonders der römisch-katholischen während der Kolonialzeit seit ca. 1500, sowie der anglikanischen Kirche in der britischen Kolonialzeit. Im vergangenen Jahrhundert kamen noch eine Anzahl kleinerer reformierter Kirchen hinzu.
Der weitaus bedeutendste Teil der Kirchengeschichte spielte sich dabei im südindischen Bundesstaat Kerala ab, da hier (wegen der auf Grund des Gewürzhandels so aktiven Wirtschaftsbeziehungen) die häufigsten und engsten Kontakte zwischen Indien und dem Westen stattfanden.

## Christen in Kerala
Ein prozentual großer Teil der indischen Christen lebt im südlichen Bundesstaat Kerala: Während im gesamten Indien nur ca. 2,3 % der Menschen dem christlichen Glauben anhängen, sind es in Kerala etwa 20 %. Der Grund liegt darin, dass Kerala historisch eine besondere Rolle spielt – schon seit über zwei Jahrtausenden ist es eine Gegend, in der die Händler vieler fremder Völker ihre Niederlassungen haben und hauptsächlich mit Gewürzen Handel treiben. Jüdische Händler waren bereits in den ersten Jahrhunderten vor Christus in Kerala, und arabische Händler gibt es dort schon ebenso lange. Später kamen die Christen nach Kerala, und zwar aus den vorderasiatischen Ländern wie Persien, aus denen sie von den Muslimen vertrieben wurden. Der Beginn der christlichen Epoche in Kerala wird von den Christen selbst auf den Apostel Thomas zurückgeführt; man sagt, er habe während seiner Reise durch Kerala eine Anzahl von Brahmanen zum Christentum bekehrt. Die Geschichte dieser indischen Christen, die sich heute auch „syrische Christen“, nach der Region ihrer hauptsächlichen Herkunft, nennen.

## Die Hauptfaktoren

Die St. Georgs-Kirche der Malankara Syrisch-Orthodoxen Kirche in Tripurnitura, Kerala

Die Geschichte der Christen in Kerala wurde von drei Hauptfaktoren bestimmt:
- Die traditionelle Kastenstruktur der indischen Gesellschaft (in die auch die Christen mit einbezogen sind);[1]
- Die bedeutende Funktion Keralas als Zentrum des Gewürzhandels seit mindestens 2000 Jahren;
- Der Einfluss der kolonialen Eroberer (Portugiesen und Briten; die Holländer haben sich wenig um die Kirchen gekümmert).

Die Bedeutung der indischen Kastenordnung wird schon dadurch deutlich, dass die Thomaschristen noch heute die Ansicht vertreten, der Apostel Thomas habe nach seiner Ankunft auf indischem Boden im Jahr 52 n. Chr. nur einheimische Brahmanen bekehrt, deren Nachfolger nun die Thomaschristen seien. Diese Erzählung, für die wie für alle Geschichten aus der Zeit vor etwa 400 n. Chr. keinerlei Belege existieren, verleiht auch heute noch den Gemeinden der Thomaschristen das Gefühl der Überlegenheit über andere christliche Gemeinden, insbesondere gegenüber den lateinischen Christen, die – zum Teil zwangsweise von den Portugiesen bekehrt – als Fischer zum ärmsten Teil der Gesellschaft gehören.
Auch heute noch bezeichnen sich viele Thomaschristen wörtlich als Mitglied einer höheren Kaste, und die damit zusammenhängenden gesellschaftlichen Differenzierungen und sozialen Schichtungen werden von den meisten Mitgliedern der Gesamtgesellschaft als selbstverständlich hingenommen.
Keralas Funktion als Zentrum des Gewürzhandels spielt insofern eine wichtige Rolle, als durch diesen Handel schon immer ein Zustrom von Händlern aus dem Westen (Arabien, Rom, Syrien) erfolgte und daher auch die Religionen dieser Regionen in Kerala präsent waren. Sehr viele Konflikte innerhalb des Westens, etwa der zwischen Muslimen und Christen und zwischen Christen und Juden, aber auch etwa der zwischen ost- bzw. westsyrischem Kirchen hatten ihre Entsprechungen in Kerala. Der Zustrom von Christen auf Grund der Verfolgung durch die in ganz Vorderasien vordringenden Moslems vom 7. bis 9. Jahrhundert ist zum Beispiel die historisch wahrscheinlichste Quelle der Thomaschristen (die sich heute alle Syrische Christen nennen).

Antikes Deckengemälde in der St. Mary’s Kirche (Cheriapally) der Malankara Syrisch-Orthodoxen Kirche. Erbaut 1579 in Kottayam, Kerala

Die Kolonisation Indiens durch die Portugiesen ab ca. 1500 hatte zwei unmittelbare Folgen für das Christentum in Indien:
1. Die Portugiesen bemühten sich nach Kräften, die Thomaschristen, die ihren eigenen (vermutlich ostsyrischen) Ritus hatten, unter die Gewalt Roms zu bringen; das gelang zwar nur für kurze Zeit, aber durch den portugiesischen Einfluss begann 1653 der Prozess der Spaltung der Thomaschristen, deren Auswirkungen bis in die heutige Zeit reichen.[8]
2. Die Missionare bekehrten Massen von Kastenlosen, meist Fischern an der Küste, zum christlichen Glauben und nahmen sie in die Lateinische Kirche auf.

Seit dieser Zeit gibt es den Gegensatz zwischen „hochkastigen“ Thomaschristen und „niedrigkastigen“ lateinischen Christen.
Im 19. Jahrhundert spaltete sich dann unter dem Einfluss der Briten ein anglikanisch beeinflusster Zweig der Thomaschristen ab, die Mar-Thoma-Kirche, und im 20. Jahrhundert gewannen unterschiedliche reformierte und protestantische Kirchen an Einfluss in Indien.

## Vorgeschichte bis ca. 1660
In der folgenden Liste sind die wichtigsten Daten zur Entwicklung der Christen in Kerala angegeben bis zur Zeit des Schwurs vom schiefen Kreuz 1653 in Cochin. Kurz danach beginnt die Zeit der Aufspaltungen, die bis heute andauert.
| Zeit                         | Was geschah                                                                                               | Erläuterung |
| ---------------------------- | --- | --- |
| 1. und 2. vorchristl. Jahrh. | Jüdische Händler lassen sich an der Malabarküste nieder.                                                  | Dies ist von Bedeutung, da die ersten Christen in Kerala u. a. aus den dort bereits ansässigen jüdischen Gemeinden stammen. |
| 52 (n. Chr.)                 | Der Apostel Thomas kommt nach Indien und bekehrt Brahmanen zum Christentum.                               | Dies ist die Erzählung der Thomaschristen. Belege gibt es nicht. |
| 345                          | Einwanderung der Knanaya-Christen nach Kerala                                                             | Dies war der Beginn einer Masseneinwanderung von Christen ostsyrischen Glaubens. Seit dieser Zeit gibt es Verbindungen der Thomaschristen zur ostsyrischen (chaldäischen) Assyrischen Kirche des Ostens. |
| 1498                         | Landung der Portugiesen an der Malabar-Küste.                                                             | Beginn der Bekehrung der Küstenbevölkerung zur Lateinischen (West-)Kirche. Beginn der Einflussnahme auf die Thomaschristen. |
| 1597                         | Der letzte vom Patriarchen der chaldäisch-katholischen Ostkirche eingesetzte Bischof, Mar Abraham, stirbt | Bis zu diesem Zeitpunkt waren die Portugiesen noch einigermaßen vorsichtig mit den Thomaschristen umgegangen, zudem diese das Monopol über den Pfefferhandel hielten. |
| 1599                         | Synode von Diamper                                                                                        | Unterordnung der Thomaschristen unter die Lateinische Kirche, „Bereinigung“ des Ritus |
| 1653                         | Schwur vom Schiefen Kreuz                                                                                 | Kurz vor dem Zusammenbruch der portugiesischen Vorherrschaft kündigen die Thomaschristen die Unterordnung unter die lateinischen Bischöfe und die Jesuiten. Wenig später kommt es zum Bruch mit Rom und zum Schisma, wodurch sich die Thomaschristen in einen katholischen und einen autokephalen Teil aufspalteten (Letzterer spaltete sich später noch mehrfach auf). |
| 1657                         | Rückkehr eines großen Teils der Protestpartei                                                             | Nachdem Papst Alexander VII. italienische Karmeliten zur Versöhnung entsandt hatte, kehrten viele Thomaschristen vom inzwischen autokephalen Teil wieder zur römischen Kirche zurück und begründeten so die heutige Syro-malabarische Kirche, sie erhält 1663 Chandy Parambil als ersten einheimischen Bischof. Beibehaltung des angestammten ostsyrischen Ritus.       |
| 1665                         | Ernennung von Mar Thoma I. zum Bischof der von Rom unabhängigen Thomaschristen.                           | Auf Bitten der von Rom unabhängigen Thomaschristen kommt der Metropolitan Mar Gregorios aus Jerusalem (Syrisch-Orthodoxe Kirche von Antiochien, westsyrischer Ritus) nach Indien und weiht Mar Thoma I. zum Bischof, dadurch Verlust des angestammten ostsyrischen Ritus bei den autokephalen Thomaschristen.                                                           |

## Übersicht über die Kirchenspaltungen ab ca. 1660

### Legende zu den „Knoten“ (a) bis (g)
- (a) Nach dem Schwur vom Schiefen Kreuz 1653
- (b) 1771 Abspaltung der Unabh. Kirche von Malabar
- (c) ab 1865 Beginn der Abtrennung der Mar-Thoma-Kirche
- (d) 1888 Eigener Metropolit der Chaldäisch-syrischen Kirche
- (e) 1912 Abspaltung der autokephalen Malankara Orthodox-Syrischen Kirche
- (f) 1934 Unter römisch-katholischem Einfluss entsteht die Syro-Malankarische Kirche
- (g) 1961 Die reformatorische Evang. St.-Thomas-Kirche spaltet sich von der Mar-Thoma-Kirche ab

### Legende zu den Farben
- GRÜN: Kirchen unter anglikanischem Einfluss.
- VIOLETT: Die beiden großen Kirchen mit westsyrischem Ritus (die von 1961 bis 1975 zeitweise „wiedervereinigt“ waren)
- ROT: Die Römisch-katholische Kirche mit drei unterschiedlichen Riten (von oben nach unten: West- und Ostsyrisch, Lateinisch).
- BLAU: Die einzige Kirche, die noch – wie wohl alle Thomaschristen vor dem Eintreffen der Portugiesen – zur Chaldäischen Assyrischen Kirche des Ostens gehört.

### Legende zur Nummerierung der Kirchen (1) bis (9)
Die Zahlen in Klammern hinter den Namen der Kirchen beziehen sich auf die erste Spalte der nachfolgenden Tabelle.

## Liste der christlichen Konfessionen
Die folgende Liste christlicher Konfessionen in Kerala soll die unterschiedlichen Kirchen nach Entstehung, Zugehörigkeit und Ritus klassifizieren.
| Lfd. Nr. | Name der Kirche                                  | Englischer Name                                     | Wichtige Gebäude | Mitgliederzahl in Mio. | Gründung in Indien                                           | Gehört zu                                                                      | Ritus                                                        | Hauptsitz in Indien                                     | Oberhaupt                               | Bemerkungen |
| -------- | ------------------------------------------------ | --------------------------------------------------- | ---------------- | ---------------------- | ------------------------------------------------------------ | ------------------------------------------------------------------------------ | ------------------------------------------------------------ | ------------------------------------------------------- | --------------------------------------- | --- |
| 1        | Syro-malabarische Kirche                         | Syro-Malabar Catholic Church                        |                  | 4,6                    | 1599*                                                        | uniert mit der Römisch-katholischen Kirche                                     | Ostsyrischer Ritus                                           | Ernakulam (Cochin, Kochi), Kerala                       | Raphael Thattil (Großerzbischof)        | Thomaschristen |
| 2        | Malankarisch-orthodox-syrische Kirche            | Indian (Malankara) Orthodox Church                  |                  | 2,5                    | 1912* Abtrennung von der Malankara Syrisch-Orthodoxen Kirche | unabhängige indische Kirche                                                    | Westsyrischer Ritus                                          | Kottayam, Kerala                                        | Baselios Marthoma Paulose II.           | Thomaschristen |
| 3        | Malankarisch-syrisch-orthodoxe Kirche            | Malankara Jacobite Syrian Orthodox Church           |                  | 3,5                    | 1665*                                                        | „Katholikat von Indien“ innerhalb der Syrisch-Orthodoxen Kirche von Antiochien | Westsyrischer Ritus                                          | Puthencruz bei Kochi, Kerala                            | Mor Baselios Thomas I.                  | Thomaschristen |
| 4        | Chaldäisch-syrische Kirche des Ostens            | Chaldean Syrian Church of the East                  |                  | 0,495                  | 1914                                                         | Assyrian Church of the East, Exil in Chicago. Oberhaupt: Mar Dinkha IV.        | Ostsyrischer Ritus                                           | Trichur, Kerala                                         | Mar Aprem Mooken, Metropolit von Indien | Thomaschristen |
| 5        | Evangelische St.-Thomas-Kirche von Indien        | St. Thomas Evangelical Church of India              |                  | 0,050                  | 1961*                                                        |                                                                                |                                                              | Tiruvalla, Kerala                                       | Bischof C. V. Mathew                    | Thomaschristen; Abspaltung von der Mar-Thoma-Kirche                                                                                |
| 6        | Mar-Thoma-Kirche                                 | Mar Thoma Church, Malankara Mar Thoma Syrian Church |                  | 1,0                    | 1889*                                                        | Unabhängige indische Kirche                                                    | Reformierter Westsyrischer Ritus                             | Tiruvalla, Kerala, India                                | Joseph Mar Thoma                        | Thomaschristen; in Kommunion mit der Anglikanischen Kirche                                                                         |
| 7        | Unabhängige Syrische Kirche von Malabar          | Malabar Independent Syrian Church (MISC)            |                  | 0,010                  | 1771*                                                        | unabhängige indische Kirche                                                    | Westsyrisch                                                  | Thozhiyur, Kerala                                       | Metropolit Cyril Mar Basilius I.        | Thomaschristen; Kommunionsgemeinschaft mit der Mar-Thoma-Kirche und der Church of England                                          |
| 8        | Syro-malankarische katholische Kirche            | Syro-Malankara Catholic Church                      |                  | 0,530                  | 1930*                                                        | uniert mit der römisch-katholischen Kirche                                     | Westsyrisch                                                  | Thiruvananthapuram (Trivandrum), Kerala                 | Erzbischof Isaac Cleemis Thottunkal     | Thomaschristen |
| 9        | Lateinische Kirche (Römische Kirche, Westkirche) | Latin Church                                        |                  | 3,5                    | 1550 (ca.)                                                   | Lateinische (Römische) Kirche innerhalb der römisch-katholischen Kirche        | Lateinischer Ritus                                           | Erzbistum Verapoly in Ernakulam (Cochin, Kochi), Kerala | Erzbischof Rev. Francis Kallarakal      | Traditionelle Mitglieder: Arme Fischerbevölkerung                                                                                  |
| 10       | Kirche von Südindien                             | Church of South India CSI                           |                  | 3,8                    | 1947                                                         | Union von Anglikanern, Kongregationalisten, Methodisten, Presbyterianern       | anglikanisch                                                 | Chennai, Tamil Nadu                                     | Moderator: G. Devakadasham              | Thomaschristen; Glied der Anglikanischen Kirchengemeinschaft, des Weltrats methodistischer Kirchen und des Reformierten Weltbunds. |
| 11       | Indische Pfingstkirche Gottes                    | Indian Pentecostal Church of God                    |                  | 0,060                  | 1924                                                         |                                                                                | Keine formale Liturgie (s. Gottesdienst der Pfingstbewegung) | Kumbanad, Kerala                                        | Pastor Jacob John                       | Thomaschristen; Pfingstbewegung (Pentecostalism)                                                                                   |

Anmerkung: Das Zeichen „*“ an einigen Jahreszahlen kennzeichnet diejenigen Kirchen, die ihre Gründung auf den Apostel Thomas im Jahr 52 n. Chr. zurückführen.

## Übersicht nach Zugehörigkeit und Ritus
In der folgenden Tabelle sind die oben aufgeführten Kirchen nach Zugehörigkeit (senkrecht) und Ritus (waagerecht) klassifiziert. Die Zahlen beziehen sich auf die Nummerierung in der ersten Spalte der vorhergehenden Tabelle. Ein „-“ zeigt an, dass die entsprechende Kombination von Zugehörigkeit und Ritus nicht auftreten kann.
|              | Ostsyrisch | Westsyrisch | Lateinisch | Anglik./Reformiert |
| ------------ | ---------- | ----------- | ---------- | ------------------ |
| Unabhängig   |            | 1,7** (T)   |            |                    |
| Ostkirche    | 4 (T)      | 3 (T)       | -          | -                  |
| Röm.-kath.   | 2 (T)      | 8 (T)       | 9          | -                  |
| Anglik./Ref. |            | 6*(T)       | -          | 5                  |

Anmerkungen:
T: Thomaschristen
6*: Die Mar-Thoma-Kirche ist in Kommunion mit der Anglikanischen Kirche.
7**: Die Unabhängige Syrische Kirche von Malabar ist in Kommunionsgemeinschaft mit der Mar-Thoma-Kirche